# The Oriel
The Oriel (ook wel The Oriel of Gilford genaamd) was een restaurant gevestigd in in Gilford, Noord-Ierland. Het was een kwaliteitsrestaurant dat één Michelinster mocht dragen in 2004 en 2005.
Ook de Egon Ronay Guide erkende het restaurant als een kwaliteitsrestaurant.
Chef-kok van The Oriel was Barry Smyth.